# Berry Berenson

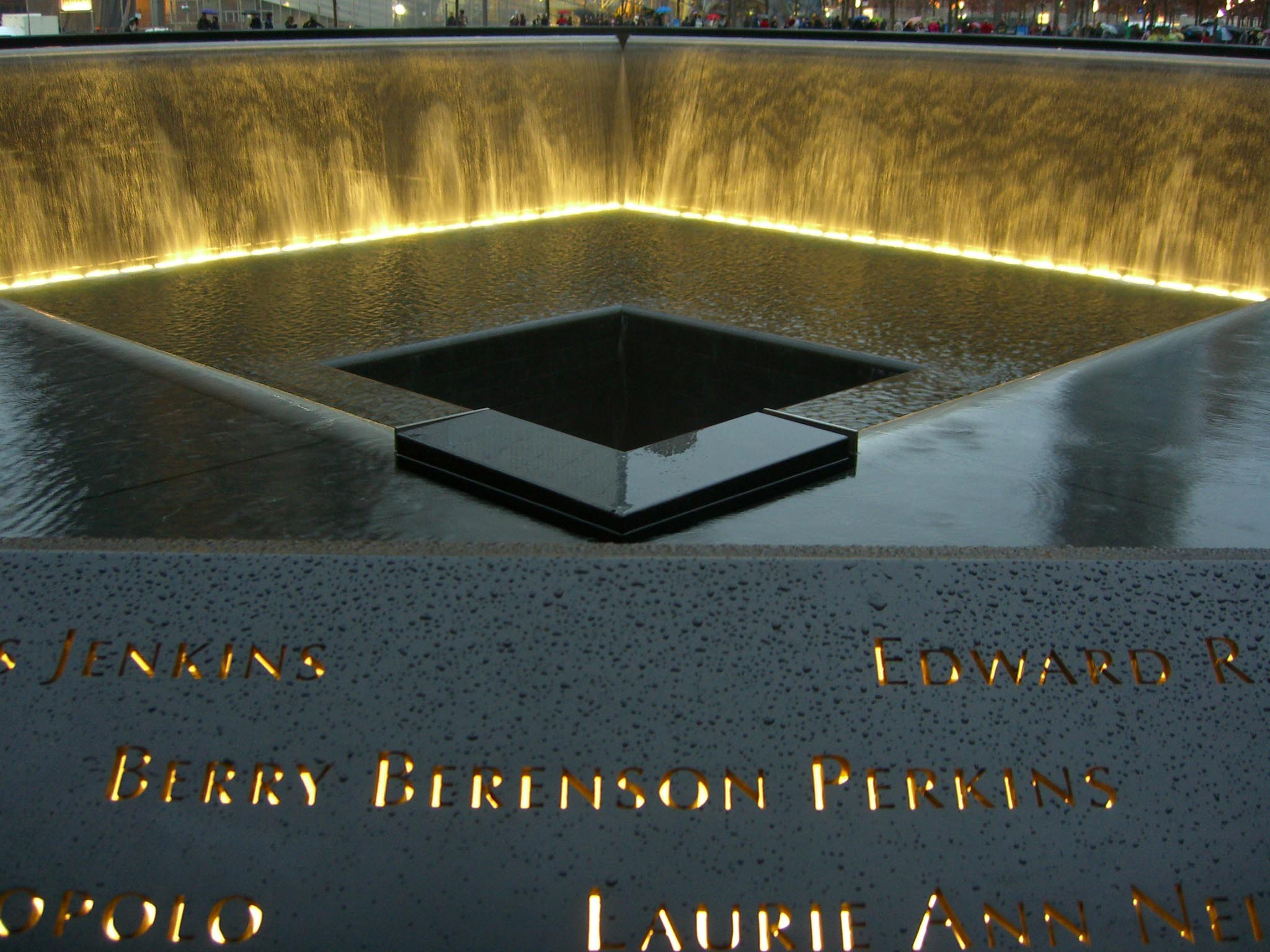
Nombre de Berry Berenson Perkins en el National September 11 Memorial & Museum.

Berinthia "Berry" Berenson Perkins (14 de abril de 1948 – 11 de septiembre de 2001) fue una fotógrafa, actriz y modelo estadounidense. Era hermana de la más famosa Marisa Berenson y esposa del actor Anthony Perkins. Falleció durante los ataques del 11 de septiembre como pasajera del vuelo 11 de American Airlines.

## Biografía

### Familia
Berinthia Berenson era la hija menor de Robert L. Berenson, un diplomático estadounidense de ascendencia lituana y judía; el verdadero apellido de su familia era Valvrojenski. Su madre era la Condesa María Luisa Yvonne Radha de Wendt de Kerlor, más conocida como Gogo Schiaparelli, una dama de ascendencia italiana, suiza, francesa y egipcia.
Su abuela materna era la diseñadora de modas italiana Elsa Schiaparelli, y su abuelo materno, el Conde Wilhelm de Wendt de Kerlor, un teósofo y médium. Su hermana mayor, Marisa Berenson, se convirtió en una reconocida modelo y actriz que llegó a trabajar con Stanley Kubrick (Barry Lyndon). Berry era también la sobrina bisnieta de Giovanni Schiaparelli, un astrónomo italiano que creía que había descubierto los supuestos canales de Marte, y sobrina bisnieta también del experto en arte Bernard Berenson (1865–1959) y de su hermana Senda Berenson (1868–1954), una atleta y educadora que fue una de las primeras dos mujeres que entraron en el Basketball Hall of Fame.

### Carrera
Después de una breve carrera como modelo a finales de la década de 1960, Berenson se dedicó a ser fotógrafa independiente. Hacia 1973, sus fotografías habían sido publicadas en las revistas Life, Glamour, Vogue y Newsweek.
También trabajó en varios largometrajes, entre los que se encuentran Cat People, con Malcolm McDowell. En 1978 protagonizó, junto a Anthony Perkins, la película Remember My Name de Alan Rudolph y en 1979 compartió pantalla con Jeff Bridges en Winter Kills.

### Matrimonio
El 9 de agosto de 1973, en Cabo Cod, Massachusetts, Berenson contrajo matrimonio con el actor Anthony Perkins. Tuvieron dos hijos: el actor y músico Oz Perkins (nacido el 2 de febrero de 1974) y el cantante Elvis Perkins (nacido el 9 de febrero de 1976). Continuaron casados hasta el fallecimiento de Perkins, causado por el Sida, el 12 de septiembre de 1992.

### Fallecimiento
Berenson falleció a los cincuenta y tres años de edad, durante los ataques del 11 de septiembre de 2001. Era una de los pasajeros del vuelo 11 de American Airlines; se encontraba regresando a su casa de California después de unas vacaciones en Cabo Cod. 